# Tipula (Lunatipula) fulvinodus
Tipula (Lunatipula) fulvinodus is een tweevleugelige uit de familie langpootmuggen (Tipulidae). De soort komt voor in het Nearctisch gebied.